# دهستان شهریار
دهستان شهریار، یکی از دهستان‌های بخش مرکزی شهرستان فلارد در استان چهارمحال و بختیاری ایران است. مرکز این دهستان، روستای شهریار است.

## جمعیت
بر پایه سرشماری عمومی نفوس و مسکن در سال ۱۳۹۵، جمعیت دهستان شهریار برابر با ۵٬۰۱۸ نفر بوده‌است.